# Giacomo II d'Inghilterra
Giacomo II Stuart (Londra, 14 ottobre 1633 – Saint-Germain-en-Laye, 16 settembre 1701) è stato re d'Inghilterra, Scozia, Irlanda e re titolare di Francia dal 1685 al 1688. Fu l'ultimo monarca cattolico a regnare sui tre regni britannici. Come re di Scozia è conosciuto con il nome di Giacomo VII.
Dopo che la sua nomina venne avallata dal Parlamento, che gli promise lo stesso appannaggio che spettava a suo fratello e predecessore, alcuni suoi sudditi cominciarono a diffidare della sua politica religiosa apertamente permissiva nei confronti del cattolicesimo e lo sospettarono di dispotismo, arrivando a deporlo e a costringerlo all'esilio durante quella che è passata alla storia con il nome di gloriosa rivoluzione. Il Parlamento inglese lo dichiarò decaduto l'11 dicembre 1688, quello scozzese l'11 aprile 1689. Suo successore non fu il primogenito maschio Giacomo Francesco Edoardo, cattolico, ma la figlia protestante Maria II, che regnò affiancata dal marito Guglielmo III d'Orange. I due sovrani vennero riconosciuti dal Parlamento e cominciarono a regnare nel 1689.
Giacomo venne esiliato, ma tentò ben presto di recuperare il trono perduto: nel 1689 sbarcò nell'Irlanda cattolica, da dove sperava di riuscire a giungere a Londra guidando i suoi sostenitori, che presero il nome di giacobiti. Nonostante avesse raccolto attorno a sé un folto esercito, finanziato in larga parte dal cugino francese Luigi XIV, Giacomo II venne sconfitto nella battaglia del Boyne, presso Dublino, e dovette fare ritorno in Francia, dove visse fino alla fine dei suoi giorni.

## Infanzia e giovinezza

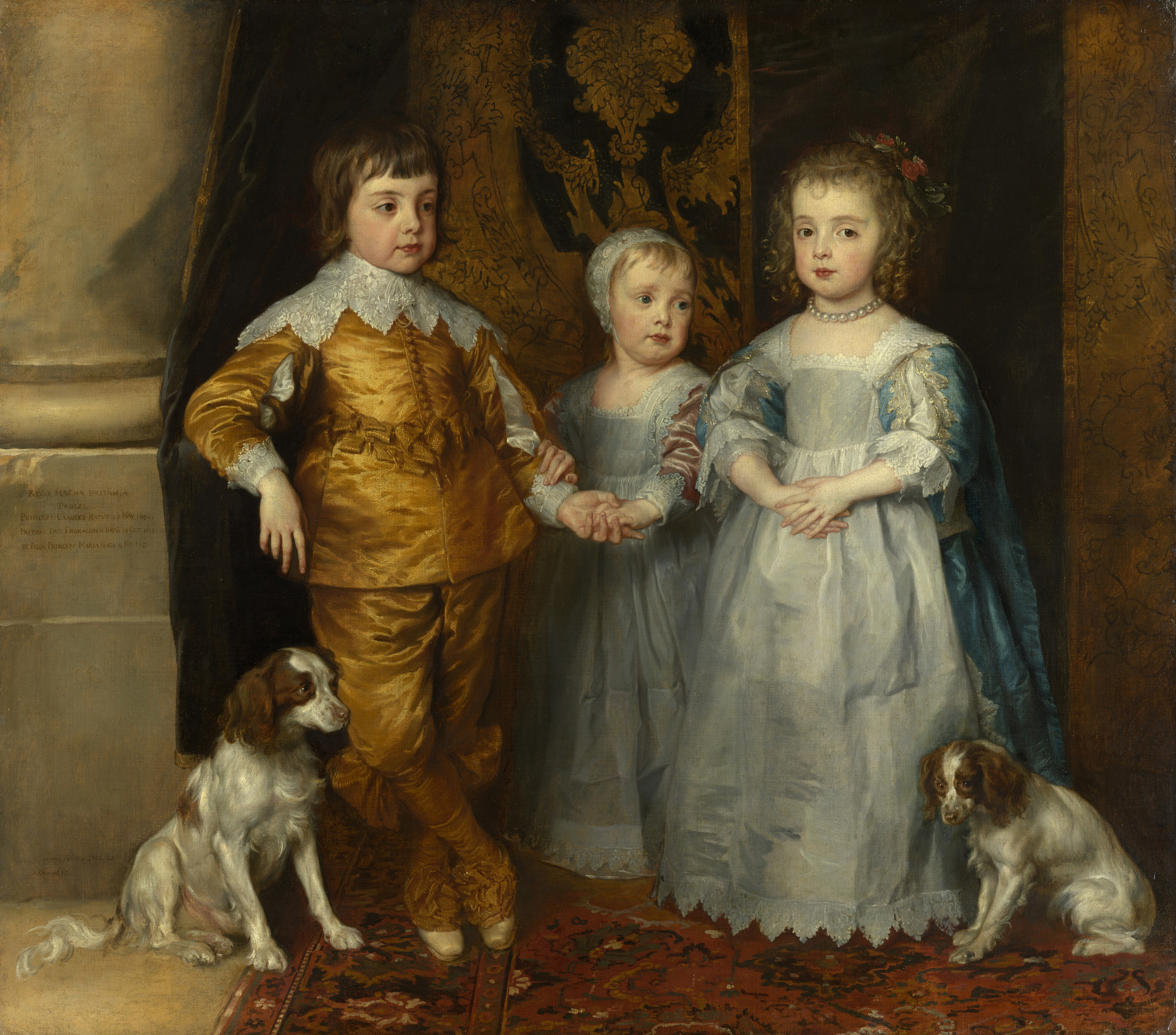
I tre figli maggiori di Carlo I, opera di Antoon van Dyck: il giovane Giacomo, abbigliato con vesti puerili, è al centro

Giacomo, secondo figlio maschio del re Carlo I Stuart e di sua moglie, la regina consorte Enrichetta Maria di Francia, nacque al St. James's Palace, residenza reale londinese, nel 1633. Dopo qualche tempo venne battezzato dall'arcivescovo anglicano di Canterbury William Laud, fedele sostenitore della politica religiosa di suo padre. Giacomo venne educato da un folto gruppo di precettori assieme al fratello maggiore Carlo, principe di Galles, e ai due figli del defunto duca di Buckingham, George e Francis Villiers. A soli tre anni gli venne conferito il titolo di "Lord High Admiral", carica esclusivamente onorifica e nominale.

### La guerra civile e l'esecuzione di Carlo I
Nel 1642, a nove anni, Giacomo entrò a fare parte dell'Ordine della Giarrettiera e due anni più tardi, il 22 gennaio 1644, suo padre gli conferì il titolo di duca di York.
I rapporti sempre più tesi fra Carlo I e il Parlamento inglese portarono nel 1642 allo scoppio della Rivoluzione inglese. Quando il re dovette lasciare Londra per assoldare un esercito nelle regioni del Nord del Paese, ordinò che la famiglia reale fosse trasferita, assieme alla corte, nella città di Oxford, considerata una delle migliori piazzeforti fedeli alla causa realista. Il dilagare della guerra portò i soldati parlamentari ad assediare numerose città fedeli al sovrano, tra cui la stessa Oxford, che fu posta sotto assedio nel 1646. La regina Enrichetta Maria e l'erede al trono Carlo erano già stati mandati a Parigi, mentre Giacomo, ancora all'interno della città, venne catturato dalle truppe del Parlamento, che lo riportarono a Londra; qui fu confinato nella residenza reale di St. James's Palace. Quando, nel 1648, il Parlamento propose al re una serie di condizioni per tornare sul trono, e questi rifiutò alleandosi con gli scozzesi, alcuni, compreso Oliver Cromwell, pensarono di dichiarare decaduto Carlo I e di eleggere al suo posto il duca di York, Giacomo. Prontamente, il sedicenne Giacomo organizzò la sua fuga da Londra, che lo portò a raggiungere il fratello maggiore in esilio a L'Aia.
Nel gennaio 1649, nonostante i numerosi tentativi diplomatici effettuati da Carlo e Giacomo, il Parlamento inglese accusò il re Carlo I di tradimento e lo condannò a morte. Così, mentre il potere effettivo si concentrava nelle mani di Oliver Cromwell, i sostenitori della causa realista proclamarono re il principe di Galles con il nome di Carlo II. Carlo fu riconosciuto dal Parlamento scozzese e dal Parlamento irlandese e venne incoronato re di Scozia nella città di Scone, nel 1649. Poco dopo, non essendo riuscito a organizzare un esercito efficiente, dovette ritornare in esilio alla corte francese.

### L'esilio in Francia

Giacomo, duca di York, ritratto durante il periodo francese nelle vesti di Lord High Admiral; opera di Henry Gascars

Come la madre e il fratello maggiore, anche Giacomo si recò in esilio presso la corte del cugino Luigi XIV, re di Francia, a Parigi. Durante questo periodo, il giovane duca di York incominciò a dedicarsi alle arti belliche, e diede dimostrazione di essere un comandante audace e coraggioso, anche se non sempre valido e brillante. Entrò infatti a far parte dell'esercito francese, comandato dal generale Turenne, il quale ebbe parole di ammirazione nei confronti del duca. Sotto il comando di Turenne combatté le fronde, che minacciavano l'autorità del giovane re francese, fino al 1653, quando i principi ribelli vennero definitivamente sconfitti.
Nel 1656 Carlo II entrò in contatto con la corte spagnola, instaurando un rapporto amichevole di alleanza con il re di Spagna Filippo IV d'Asburgo, tradizionale avversario della Francia di Luigi XIV e del suo primo ministro, il cardinale Giulio Mazzarino. Questo comportamento portò all'espulsione di Carlo dalla Francia, seguito dopo breve tempo dal fratello Giacomo, che lasciò così l'esercito francese. I due fratelli, esuli e poveri, trovarono asilo presso la corte di Madrid.
La permanenza a Madrid durò pochi mesi, perché in seguito Giacomo si trasferì a Bruges, dove lo accolse la sorella Maria Enrichetta, sposa dello statolder d'Olanda Guglielmo II d'Orange, e il fratello minore Enrico, duca di Gloucester. Presso Bruges si unì alle truppe spagnole al comando del Principe di Condé e di don Giovanni d'Austria contro le truppe di Turenne; nella battaglia delle Dune, combattuta dalla Spagna contro Francia e Province Unite nel 1658, a Giacomo fu affidato il comando di un contingente di soldati inglesi fedeli alla causa realista. La battaglia, risoltasi in un disastro per le truppe iberiche, portò alla firma di un trattato di pace fra Spagna e Francia. Fu in questi anni che Giacomo fece la conoscenza di due cattolici irlandesi facenti parte del seguito reale in esilio, Peter e Richard Talbot, che contribuirono ad avvicinarlo alla fede cattolica.
In seguito alla pace fra Francia e Spagna nel 1659 Filippo IV offrì a Giacomo il titolo di ammiraglio della flotta spagnola; inizialmente il duca di York prese in considerazione seriamente la proposta, viste le scarse probabilità di un ritorno in patria, ma infine l'anno seguente la situazione a Londra mutò e Giacomo poté rifiutare l'offerta del re spagnolo: suo fratello stava per essere incoronato re d'Inghilterra.

## Restaurazione: i primi anni

### Primo matrimonio

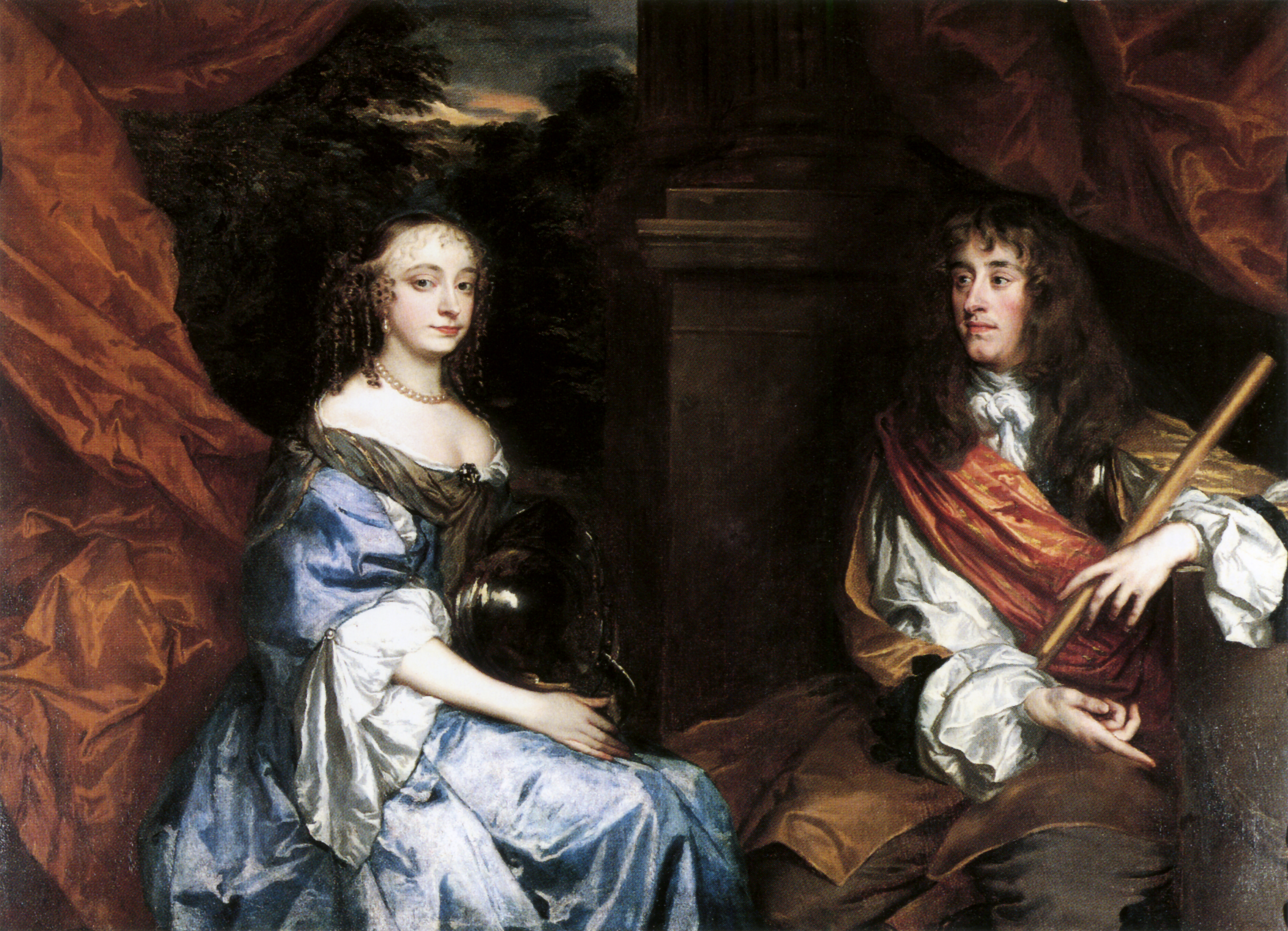
Giacomo e la sua prima moglie, Anne Hyde. Ritratto degli anni 1660 opera di Sir Peter Lely

Dopo la morte di Oliver Cromwell, nel 1658, il potere passò a suo figlio Richard; privo dell'esperienza e del carisma che contraddistinguevano suo padre, Richard non fu in grado di gestire il potere e nel 1660 il governo del Commonwealth crollò. Richard Cromwell fuggì e Carlo II poté trionfalmente entrare a Londra, dove venne incoronato re d'Inghilterra. Giacomo, benché il fratello fosse ancora giovane e avesse dimostrato di potere avere figli, era il successore designato.
In seguito al rientro in patria Carlo II nominò il fratello duca di Albany, titolo scozzese associato a quello precedente di duca di York, inglese. Poco dopo Giacomo causò uno scandalo annunciando il suo fidanzamento con Anna Hyde, figlia del primo ministro Edward Hyde, conte di Clarendon. Nel 1659, quando entrambi erano in esilio, Giacomo e Anna si erano promessi fedeltà reciproca e il duca le aveva promesso che si sarebbero sposati. Nel 1660, lo stesso anno del ritorno in patria, Anna era rimasta incinta, ma nessuno a corte era favorevole all'unione tra il duca e la figlia del ministro. Lo stesso Clarendon, padre di Anna, aveva cercato di dissuadere la figlia dal proposito di sposare un membro della famiglia reale, il primo in linea di successione al trono. Le voci che il matrimonio fosse un piano organizzato dallo stesso Clarendon per favorire la sua famiglia si diffusero rapidamente e l'autorità del conte e la sua influenza presso il re cominciarono a vacillare. Nonostante questo, la coppia si sposò, prima segretamente, poi con una cerimonia ufficiale avvenuta il 3 settembre 1660.
Il primo figlio della coppia, Carlo, nacque all'incirca due mesi dopo, ma morì durante l'infanzia, primo di cinque bambini che avrebbero avuto la medesima sorte. Le uniche a sopravvivere furono le figlie Maria (nata il 30 aprile 1662) e Anna (nata il 6 febbraio 1665).
Il cronista Samuel Pepys scrisse che Giacomo era molto legato ai suoi figli e che, abbandonando l'etichetta reale, si comportava con loro come "un padre ordinario", in contrasto con i costumi dell'epoca che imponevano, specialmente in pubblico, distacco e rigidità. Anna Hyde, seriamente devota al duca suo marito, fu per Giacomo importante consigliera e spesso influenzò le sue decisioni. Nonostante il sentimento che legava la coppia, Giacomo ebbe diverse amanti, secondo le abitudini dell'epoca, dalle quali ebbe numerosi figli illegittimi. Tra le sue amanti più celebri, Arabella Churchill e Catherine Sedley.
Suo medico reale fu sempre Edmund Dickinson.

### Incarichi politici e militari

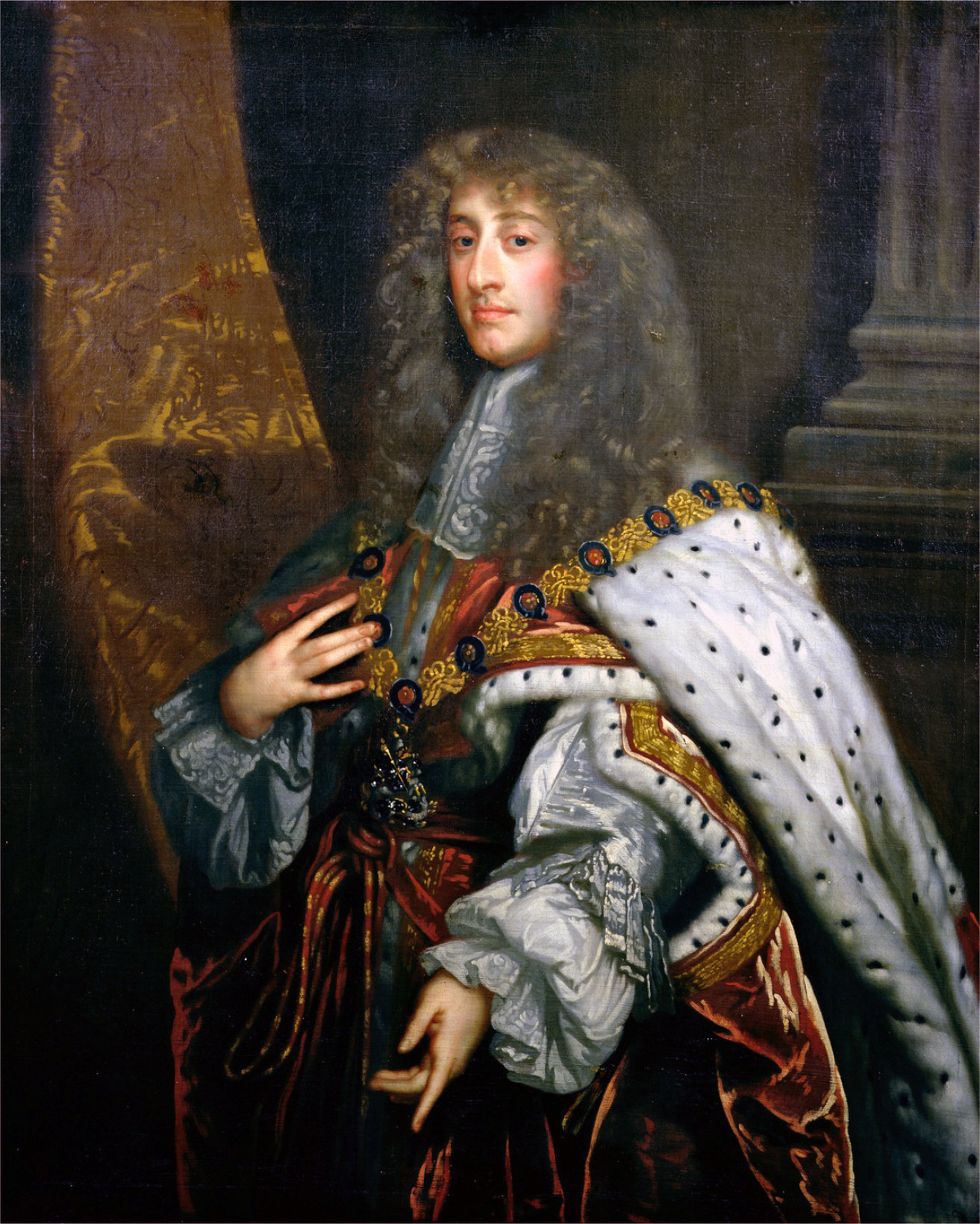
Ritratto di Giacomo, duca di York, con collare dell'Ordine della Giarrettiera di Peter Lely, 1650 - 1675, Bolton Museum and Art Gallery, Lancashire

Dopo l'incoronazione di Carlo II, Giacomo fu confermato nel suo ruolo di Lord High Admiral, incarico affiancato da quello di governatore di Portsmouth e di Lord Warden of the Cinque Ports. Durante la seconda (1665-1667) e la terza guerra anglo-olandese (1672-1674), Giacomo fu messo al comando della flotta inglese. Gli inglesi ebbero molti scontri vittoriosi, quali quello ottenuto nella battaglia di Lowestoft, in seguito alla quale Carlo II ordinò che Giacomo fosse tenuto lontano dalla gittata dei cannoni nemici, perché durante i conflitti il duca tendeva a schierarsi sempre nelle prime file. Dopo la battaglia di Medway del 1667, nella quale la flotta inglese venne intercettata e distrutta da quella olandese, Giacomo tentò di salvaguardare le fortificazioni costiere a sud del Paese, tentando di tamponare il dilagare della potenza olandese.
Nel 1664 l'esercito inglese sottrasse agli olandesi il territorio americano dei Nuovi Paesi Bassi, che venne ribattezzato Provincia di New York, in omaggio a Giacomo, duca di York. Anche la città di New Amsterdam cambiò il nome in New York, sempre per onorare Giacomo; la postazione fortificata olandese di Fort Orange, sorta vicino al fiume Hudson, venne inoltre chiamata Albany. Nel 1683 Giacomo venne nominato governatore della Compagnia della Baia di Hudson, ma non ricoprì mai incarichi in merito a tale nomina. Ebbe un ruolo di primo piano nella direzione della Royal African Company, che si occupava della tratta degli schiavi africani.

## Restaurazione: gli ultimi anni

### La conversione al cattolicesimo e le seconde nozze

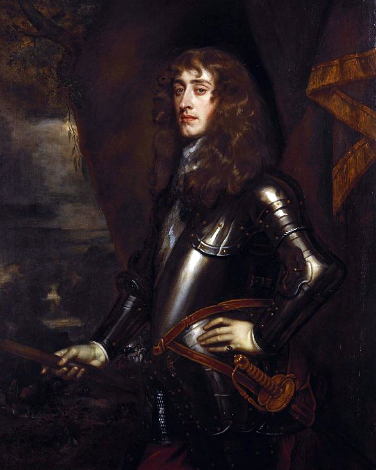
Ritratto di Giacomo Stuart, opera di Peter Lely

Durante il suo periodo di permanenza nei Paesi cattolici di Francia e Spagna, il duca di York si era avvicinato alla religione cattolica, partecipando, assieme alla madre Enrichetta Maria, anch'essa cattolica, a funzioni religiose. Tra il 1668 e il 1669 Giacomo aveva deciso di abbandonare l'anglicanesimo in favore di una conversione al cattolicesimo romano. Inizialmente il duca continuò a partecipare, assieme alla moglie, alle funzioni anglicane, frequentando segretamente sacerdoti cattolici. Fino al 1676 Giacomo intrattenne relazioni di stretta amicizia principalmente con membri protestanti della corte, come il giovane duca John Churchill o il barone George Legge.

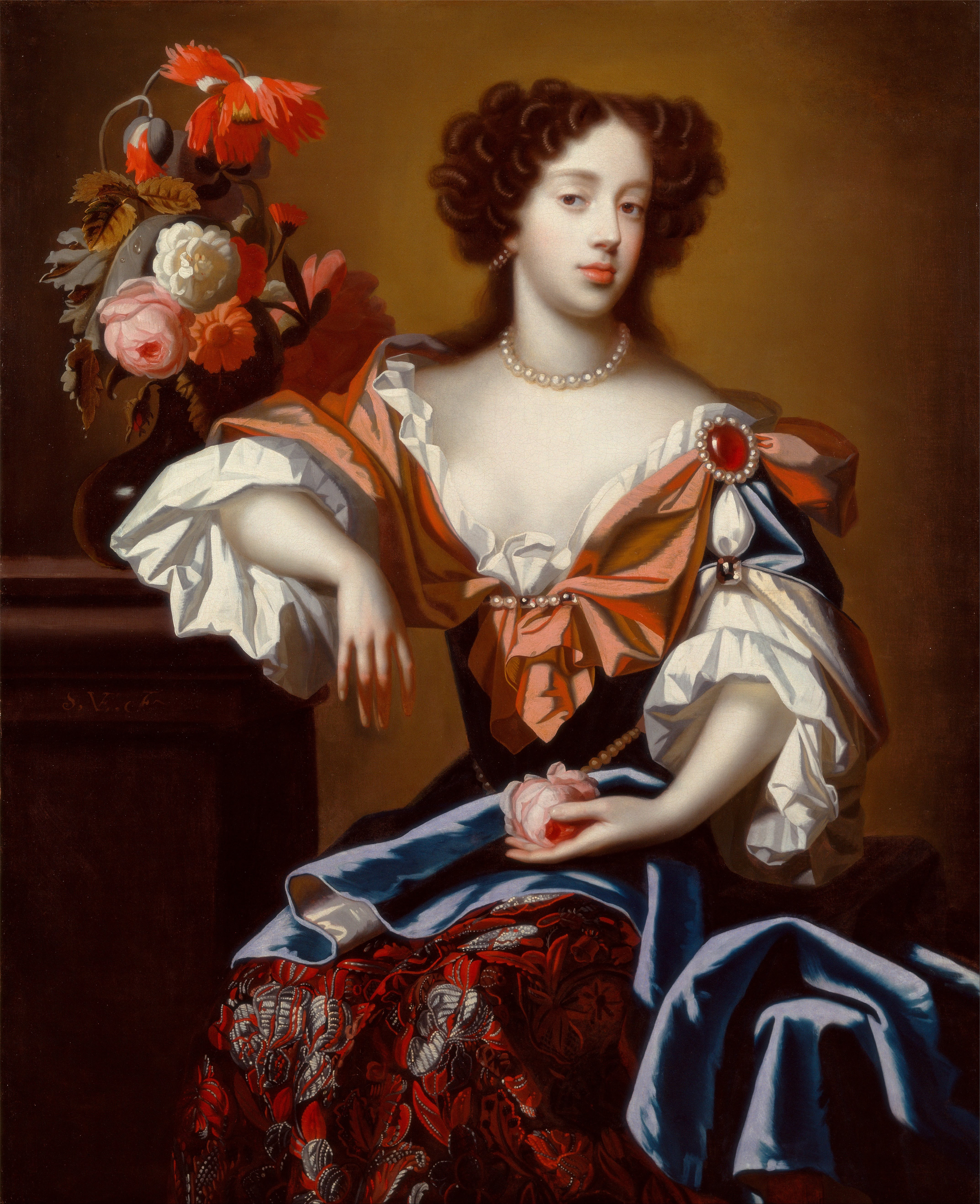
Maria Beatrice d'Este, seconda moglie di Giacomo, ritratta da Simon Verelst

Per bloccare definitivamente l'influenza cattolica in Inghilterra, il Parlamento inglese promosse nel 1673 un nuovo Test Act, che Carlo II dovette avallare. Questa legge fece valere su tutte le persone che ricoprivano un incarico pubblico, civile o militare, l'obbligo di fare il giuramento di supremazia e fedeltà alla Chiesa anglicana e sottoscrivere una dichiarazione contro la transustanziazione, oltre a ricevere il sacramento anglicano entro tre mesi dall'assunzione della carica. I cattolici erano bollati come superstiziosi e idolatri. I membri della Casa reale non erano esentati dal giuramento; Giacomo preferì quindi rifiutare di giurare rinunciando alle sue cariche militari piuttosto di abiurare il cattolicesimo. Carlo II perse così un valido sostegno e Giacomo dovette rendere pubblica, alla corte e al Parlamento, la sua fede religiosa.
Carlo II si oppose fortemente alla decisione del fratello di convertirsi alla fede di Roma e cercò invano di convincere Giacomo a giurare, almeno formalmente, fedeltà all'anglicanesimo. Ordinò inoltre che le due figlie del duca di York, Maria e Anna, fossero cresciute e ricevessero l'istruzione di principesse protestanti. Intanto si era spenta Anna Hyde (1671), la fedele moglie di Giacomo; il duca decise allora di sposarsi una seconda volta e scelse una principessa cattolica italiana di quindici anni, Maria Beatrice d'Este dei duchi di Modena e Reggio (in Inghilterra sarebbe stata nota come Mary of Modena). Carlo II non si oppose alla decisione del fratello e acconsentì alle nozze. Nel 1673 Maria partì con il suo seguito alla volta di Londra; dopo una sosta a Parigi, prolungata a causa dell'opposizione del Parlamento inglese al suo ingresso nel Paese, Maria giunse nella capitale inglese dove l'attendeva il duca di York. I due si sposarono con rito cattolico il 20 settembre 1673. Il 21 novembre il vescovo di Oxford, Nathaniel Crew presiedette una breve cerimonia con rito anglicano per rendere ufficiali le nozze del duca di York. Lo scontento serpeggiante nel Parlamento e nella corte arrivò a diffondere la notizia che la nuova duchessa di York fosse una spia del papa.

### L'Exclusion Bill e gli incarichi in Scozia

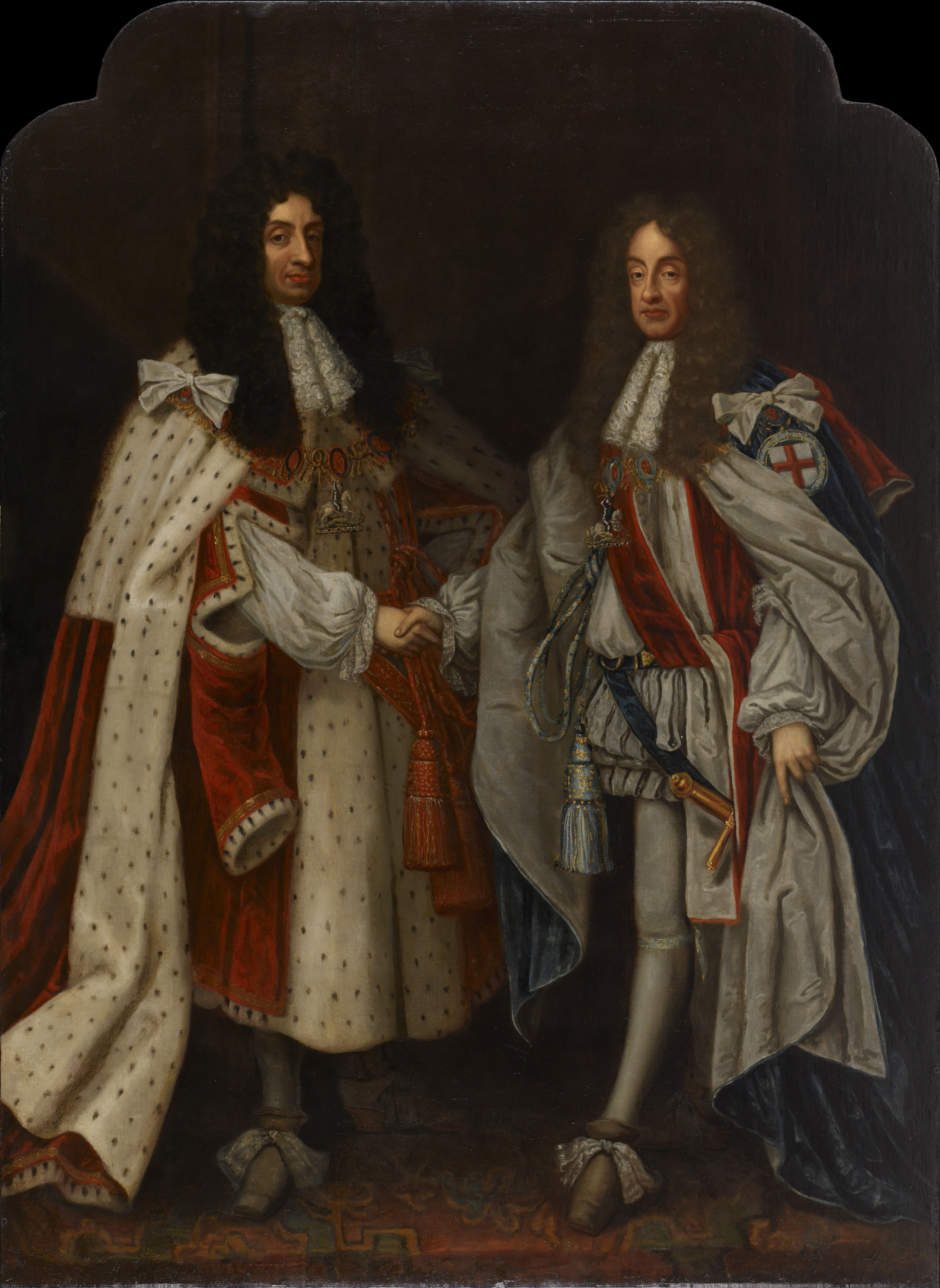
Ritratto di autore ignoto raffigurante i fratelli Carlo II e Giacomo duca di York, vestiti l'uno con gli abiti regali, l'altro con le insegne dell'Ordine della Giarrettiera mentre si stringono la mano in segno di amicizia

Nel 1677, riluttante, Giacomo diede il suo consenso alle nozze tra sua figlia Maria e il principe olandese protestante Guglielmo d'Orange. In realtà il contratto di nozze era già stato firmato da Carlo II e da Guglielmo e Giacomo non poté fare altro che rassegnarsi all'evidenza. Intanto era divenuto chiaro che la regina consorte d'Inghilterra, Caterina di Braganza, non poteva avere figli. Carlo II non poteva quindi avere una discendenza diretta e legittima, e Giacomo era il primo in linea di successione al trono. Di lì a poco un chierico inglese, Titus Oates, dichiarò pubblicamente che era stato organizzato un "complotto papale" con l'intenzione di assassinare il re e mettere al suo posto il cattolico duca di York. Tutto il regno fu percorso da una violenta scossa anti cattolica, che sfociò nella proposta, avanzata dal conte di Shaftesbury, ministro in carica e forte oppositore del cattolicesimo, di escludere Giacomo dalla linea di successione al trono. Contemporaneamente, alcuni membri del Parlamento proposero che la corona passasse al figlio illegittimo maggiore di Carlo II, James Scott, duca di Monmouth. Nel 1679 il Parlamento stava per approvare un Exclusion Bill, una legge di esclusione e il re si risolvette a scioglierlo.
Nei due anni successivi, tra il 1680 e il 1681, vennero costituiti due nuovi Parlamenti, entrambi sciolti dopo pochissimi mesi di attività per la medesima ragione. Fu in questo periodo difficile che si delinearono i due partiti inglesi moderni: il partito Whig, favorevole all'approvazione della legge di esclusione, e il partito Tory, contrario e fedele alla linea di azione conservatrice del sovrano. La questione si risolse con il prevalere della volontà di Carlo II e dei suoi sostenitori tory: la successione non fu alterata, ma il re fu costretto a esiliare Giacomo, che partì per Bruxelles.

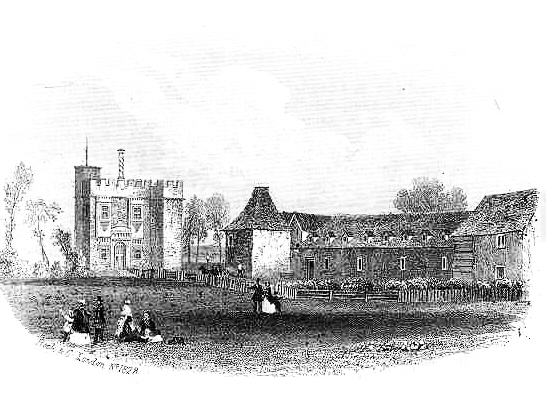
Rye House in un disegno del 1823

L'esilio fu breve, poiché già nel 1680 Giacomo era stato inviato in Scozia con il titolo di Lord High Commissioner of Scotland per mettere fine a insurrezioni contro il governo del re. Preso alloggio presso il palazzo reale di Edimburgo, Holyrood Palace, Giacomo fece le sue prime esperienze di governo. Con poteri pari a quelli del re, il duca di York per prima cosa fece approvare progetti di legge che confermavano la sua successione al trono di Scozia. In seguito promulgò un Test Act simile a quello emanato in Inghilterra contro il cattolicesimo qualche anno prima, ma che in questo caso colpiva pesantemente la fede presbiteriana. Chi rifiutava di prestare giuramento e rimaneva fermo nella sua fede presbiteriana veniva perseguitato con crudeltà: lo stesso Giacomo assistette a terribili torture. Nel 1682, all'apice della sua popolarità, Carlo II permise al fratello di rientrare a Londra.
Irritato per il governo assolutistico di Carlo II, che aveva definitivamente sciolto il Parlamento e governava su modello dei re di Francia, un gruppo di parlamentari organizzò un complotto, volto a eliminare sia Carlo II sia Giacomo per instaurare un governo di stampo cromwelliano, che prese il nome di Rye House Plot. Il piano era semplice e consisteva nell'uccidere Carlo e Giacomo appena fossero rientrati da una cavalcata fuori Londra. Ma un incendio distrusse gli alloggi di campagna del sovrano, che fece anticipatamente ritorno a corte, cogliendo di sorpresa i congiurati. Tra di essi, tutti nomi importanti nella società dell'epoca, alcuni finirono giustiziati, altri rinchiusi nella Torre di Londra. Implicato nella congiura fu scoperto anche James Crofts, che venne mandato in esilio nei Paesi Bassi. Il progetto di attentato alla vita del re e del duca di York fece crescere l'ammirazione e la stima del popolo inglese verso la casa reale.

## I primi anni di regno

### L'ascesa al trono
Carlo II si spense nel febbraio 1685. Poco prima, sul letto di morte, come estremo atto si era convertito al cattolicesimo. Senza una discendenza diretta, lasciava il trono a suo fratello, il duca di York. Giacomo aveva cinquantadue anni quando divenne re d'Inghilterra, Scozia e Irlanda. Ormai esperto, sia in campo militare, sia in campo politico, fu accolto con benevolenza dal Parlamento e acclamato con fervore dal popolo. L'ultimo tentativo di assassinio, il Rye House Plot, aveva confermato, accanto a quella del defunto fratello, anche la sua popolarità.
Il 23 aprile 1685 Giacomo venne solennemente incoronato presso l'abbazia di Westminster, in una cerimonia dalla quale erano stati eliminati gli elementi anglicani. Prese il nome di Giacomo II come re d'Inghilterra e Irlanda, di Giacomo VII come re di Scozia. Nel maggio, il nuovo Parlamento si dimostrò favorevole al sovrano, confermando a Giacomo la stessa rendita che riceveva il suo predecessore; in cambio il re, dopo aver promesso di governare secondo le leggi dello Stato e di confermare la libertà della Chiesa anglicana, mantenne numerosi ministri e parlamentari nei loro ruoli, con l'eccezione del conte di Clarendon, del conte di Rochester e del marchese di Halifax. Il consigliere più fidato del re divenne il conte di Sunderland, che era stato uno dei principali esponenti del partito dell'Esclusione.

### Le ribellioni

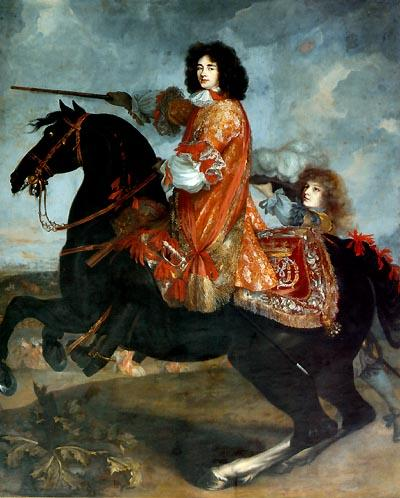
Ritratto di James Scott, I duca di Monmouth, nipote di Giacomo II

Ben presto Giacomo II si vide costretto ad affrontare una ribellione che divenne nota con il nome di ribellione di Monmouth. I membri del partito Whig che avevano organizzato la congiura per assassinare il re Carlo e Giacomo erano stati in larga parte esiliati nei Paesi Bassi. Tra loro i due personaggi di maggiore rilievo erano James Scott, duca di Monmouth, figlio illegittimo di Carlo II, e Archibald Campbell, conte di Argyll. Tuttavia questo gruppo era disomogeneo e male organizzato; quando Giacomo divenne re pensarono fosse giunto il momento adatto per colpire, ma impiegarono sei mesi a organizzare le loro forze. Alla fine decisero che l'attacco si sarebbe diviso in due parti: una, comandata da Argyll, sarebbe sbarcata in Scozia, dove il conte poteva contare su una vasta clientela e sull'appoggio del clan Campbell; l'altra, guidata da Monmouth, avrebbe invece incominciato la sua marcia su Londra dalla zona occidentale del regno. La spedizione di Argyll ebbe vita breve: il conte fu catturato presso il piccolo villaggio scozzese di Inchinnan il 18 giugno 1685; portato prigioniero presso Edimburgo, venne condannato a morte per tradimento il 30 giugno.
Monmouth invece sbarcò nella città puritana di Lyme l'11 giugno. Reclutò in fretta oltre quattromila uomini tra artigiani e contadini e qualche giorno dopo si proclamò re. L'esercito del duca si mise in marcia, finché non giunse in vista dell'esercito regio, composto principalmente da milizie locali mercenarie guidate da John Churchill e dal duca di Grafton. Il 6 luglio, di notte, Monmouth diede alle truppe l'ordine di attaccare a sorpresa. Nello scontro che seguì, la battaglia di Sedgemoor, le truppe di Giacomo II respinsero senza difficoltà l'assalto dei ribelli e riuscirono persino a catturare il duca di Monmouth, che fu portato a Londra dove supplicò vanamente lo zio di risparmiargli la vita. Giacomo II confermò la condanna a morte per tradimento del duca, che venne giustiziato il 15 luglio all'interno della Torre di Londra. Molti dei suoi seguaci, catturati in seguito alla battaglia, furono affidati al giudizio di George Jeffreys, sommo giudice noto per la severità delle sue condanne. Oltre trecento sostenitori di Monmouth vennero giustiziati e circa cento furono deportati nelle Indie occidentali.

## Gli ultimi anni di regno

### La politica religiosa

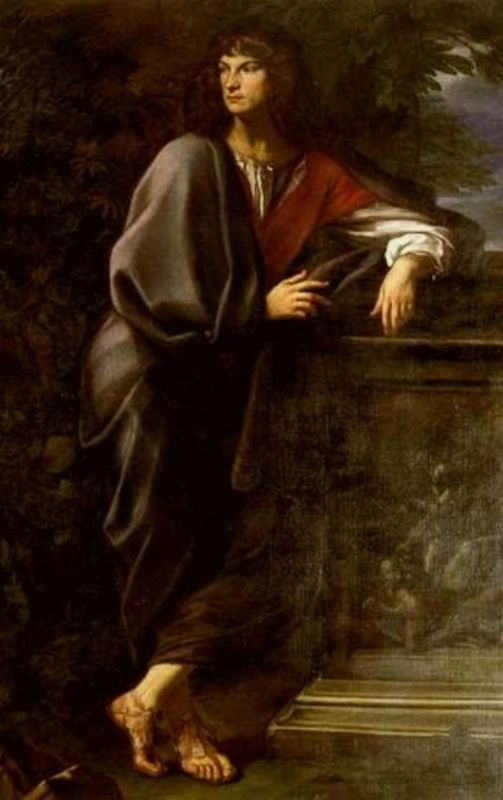
Il conte di Sunderland, il più importante consigliere di Giacomo II, che si fece spesso portavoce del re nella commissione per le cause ecclesiastiche; ritratto di Carlo Maratta

Per proteggersi da ulteriori ribellioni, Giacomo istituì un esercito permanente. Questo causò numerose polemiche, non solo per le tribolazioni che i soldati arrecavano alla popolazione civile nelle città, ma anche perché era contro la tradizione inglese mantenere un esercito in tempo di pace. Inoltre, credendo di essersi assicurato il favore del Parlamento con la brillante repressione delle rivolte, chiese che venisse abrogato il Test Act che impediva libertà religiosa; il Parlamento rifiutò l'abrogazione e chiese anzi l'applicazione della legge. Giacomo II decise così di trasformare il suo governo: nel Consiglio della Corona vennero ammessi ministri cattolici, così come nelle magistrature e nell'esercito, e il Parlamento non venne più riunito. Nel 1686 duecentocinquanta giudici di pace vennero sostituiti con giudici cattolici. Inoltre Giacomo fece aprire seminari a Londra, inviò un ambasciatore presso la Santa Sede e accolse il nunzio pontificio Ferdinando d'Adda. Poco dopo il re si occupò anche delle università: a Cambridge e a Oxford vennero introdotti rettori cattolici, così come nel Magdalen College, presso Oxford, dove venne fatto anche dimettere l'intero senato accademico.
Quando comprese che il maggiore ostacolo alla diffusione del cattolicesimo era la Chiesa anglicana, Giacomo II cercò di placare il malcontento dei vescovi anglicani, che rifiutarono tuttavia di seguire le indicazioni del re; Giacomo creò così una Commissione per le cause ecclesiastiche, che avrebbe dovuto verificare l'operato di sacerdoti e vescovi anglicani. Il re aveva intanto stretto amicizia con William Penn, il quacchero fondatore della colonia della Pennsylvania, nel Nord America. Esponente di una fede religiosa osteggiata e perseguitata quanto il cattolicesimo, Penn spinse Giacomo a promulgare una Dichiarazione di Indulgenza, con la quale si proclamava la libertà religiosa nel regno.

### La nascita di un erede e le prime difficoltà

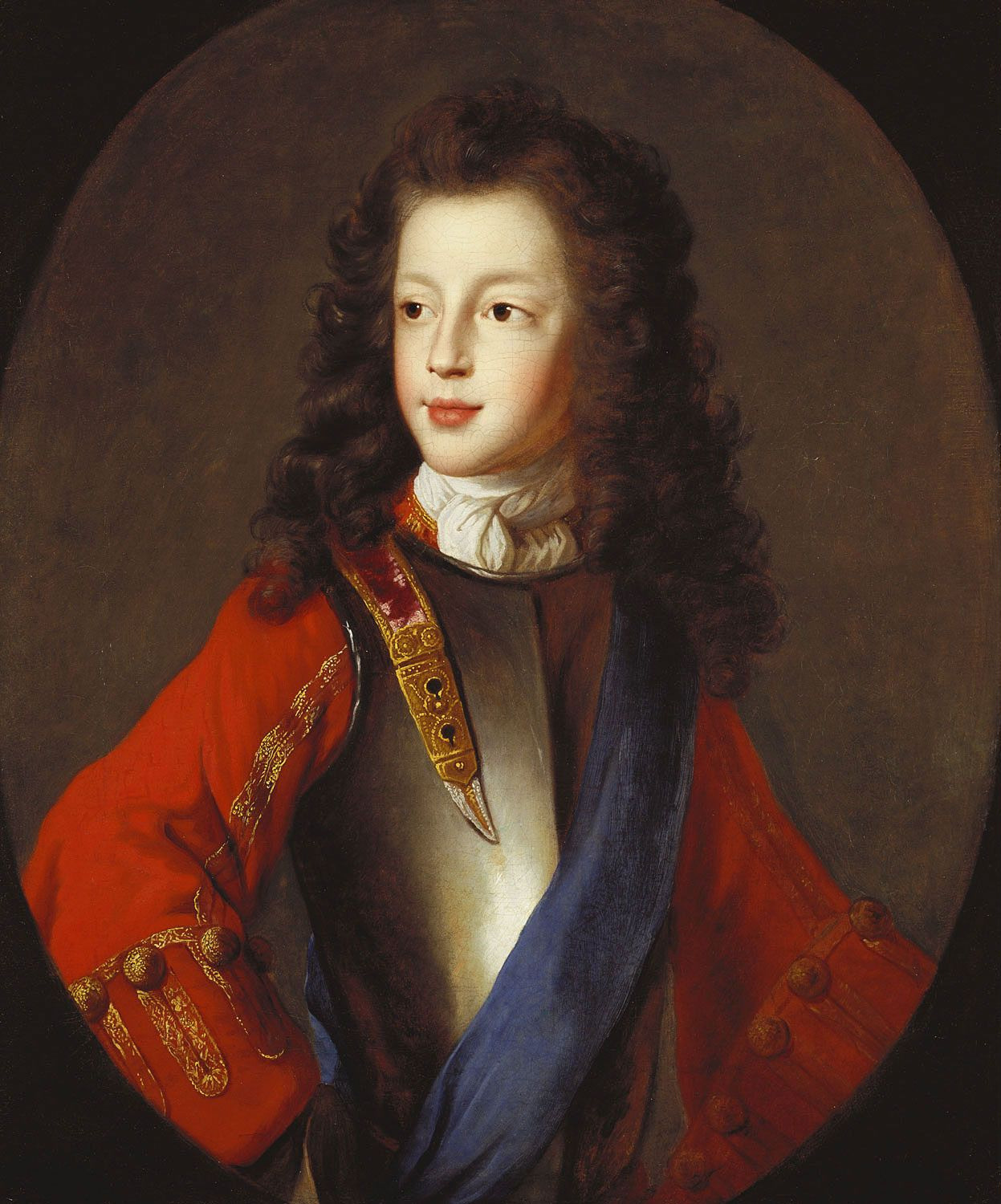
Il principe di Galles Giacomo Francesco Edoardo ritratto nel 1703 da Alexis Simon Belle

La cooperazione fra dissidenti, quaccheri e cattolici provocò numerose critiche. Giacomo quindi, per tranquillizzare i protestanti, cercò l'approvazione della sua politica da parte della figlia Maria e del genero Guglielmo d'Orange. Entrambi si schierarono contro le decisioni del re: Guglielmo non approvò né la Dichiarazione di Indulgenza, che avvantaggiava i cattolici più che equipararli agli anglicani, né la facoltà di sospensione delle leggi da parte di Giacomo.
Fu in questo clima di tensione che la regina Maria dichiarò di essere incinta. La nascita di un figlio maschio, che avrebbe ricevuto un'educazione cattolica, avrebbe assicurato una discendenza cattolica a Giacomo II; forte di questa convinzione, il re riaffermò ufficialmente la Dichiarazione di Indulgenza e impose che venisse letta durante le celebrazioni della messa. I vescovi anglicani si rifiutarono di sottostare al volere reale e presentarono una petizione contro il re perché l'ordine venisse annullato. Giacomo fece arrestare i sette vescovi che lo avevano sfidato e li mise sotto processo. Ma la giuria londinese decise di assolvere i vescovi, che furono velocemente prosciolti.
Tuttavia, di lì a poco venne alla luce il figlio del re, un maschio. Il nuovo principe di Galles prese il nome di Giacomo Francesco Edoardo Stuart. L'impressione per la nascita dell'erede al trono fu grande; Guglielmo e Maria perdevano la loro precedenza nella linea di successione in favore del neonato principe. Tuttavia non si era sicuri della veridicità della nascita del principe; c'era infatti chi sosteneva che il bambino fosse nato morto e che fosse stato sostituito da un altro. Il 30 giugno 1688 un gruppo di sette personalità di spicco inglesi, noto come il gruppo dei Sette Immortali, chiese a Guglielmo d'Orange di recarsi a Londra per verificare l'effettivo funzionamento delle libertà civili inglesi e per indagare sulla nascita del principe di Galles, che lo escludeva dalla successione al trono. Costantemente informato sulle condizioni dell'esercito e della flotta inglesi dai Sette Immortali all'insaputa di Giacomo II, Guglielmo si decise a radunare un esercito per invadere l'Inghilterra.

## La Gloriosa Rivoluzione

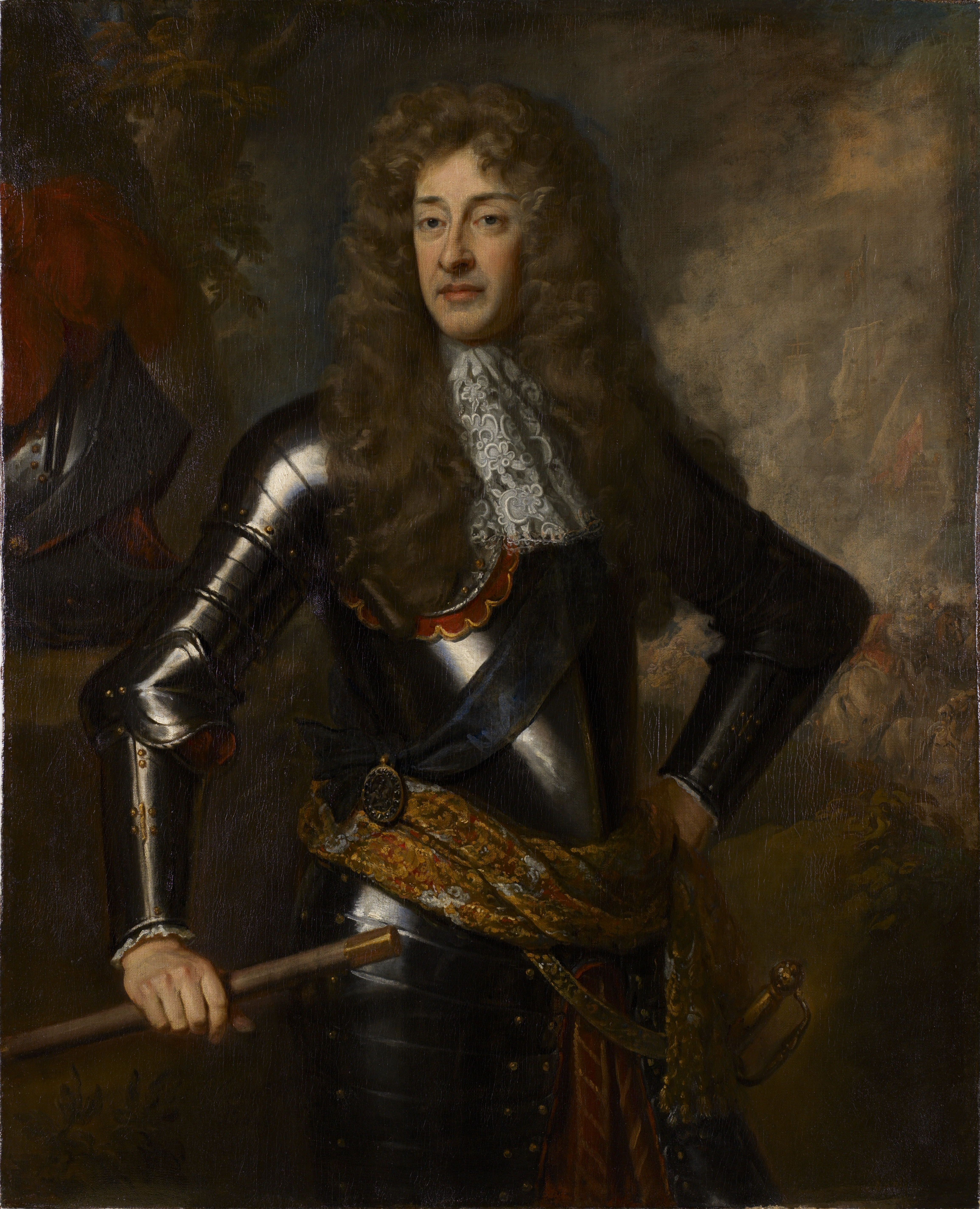
Giacomo II in armatura ritratto da Sir Godfrey Kneller

Nel settembre 1688 divenne chiaro che Guglielmo si stava preparando per un'invasione dell'Inghilterra. Per evitare questo, Giacomo II prese repentine decisioni: il vescovo di Londra poté riprendere il posto, i protestanti nel Magdalen College furono riammessi e la Commissione per le cause ecclesiastiche venne sciolta. Contemporaneamente tutti i magistrati anglicani licenziati riottennero i loro posti e il re rinunciò alla creazione di un nuovo Parlamento composto esclusivamente di suoi sostenitori. Il nuovo cambio di ruoli nelle amministrazioni contribuì a gettare il Paese nel caos. Nel frattempo fu diffusa in Inghilterra una dichiarazione, firmata da Guglielmo d'Orange, che avvertiva il popolo inglese dell'"invito" che aveva ricevuto affinché mantenesse il Paese libero e confermasse la religione ufficiale.

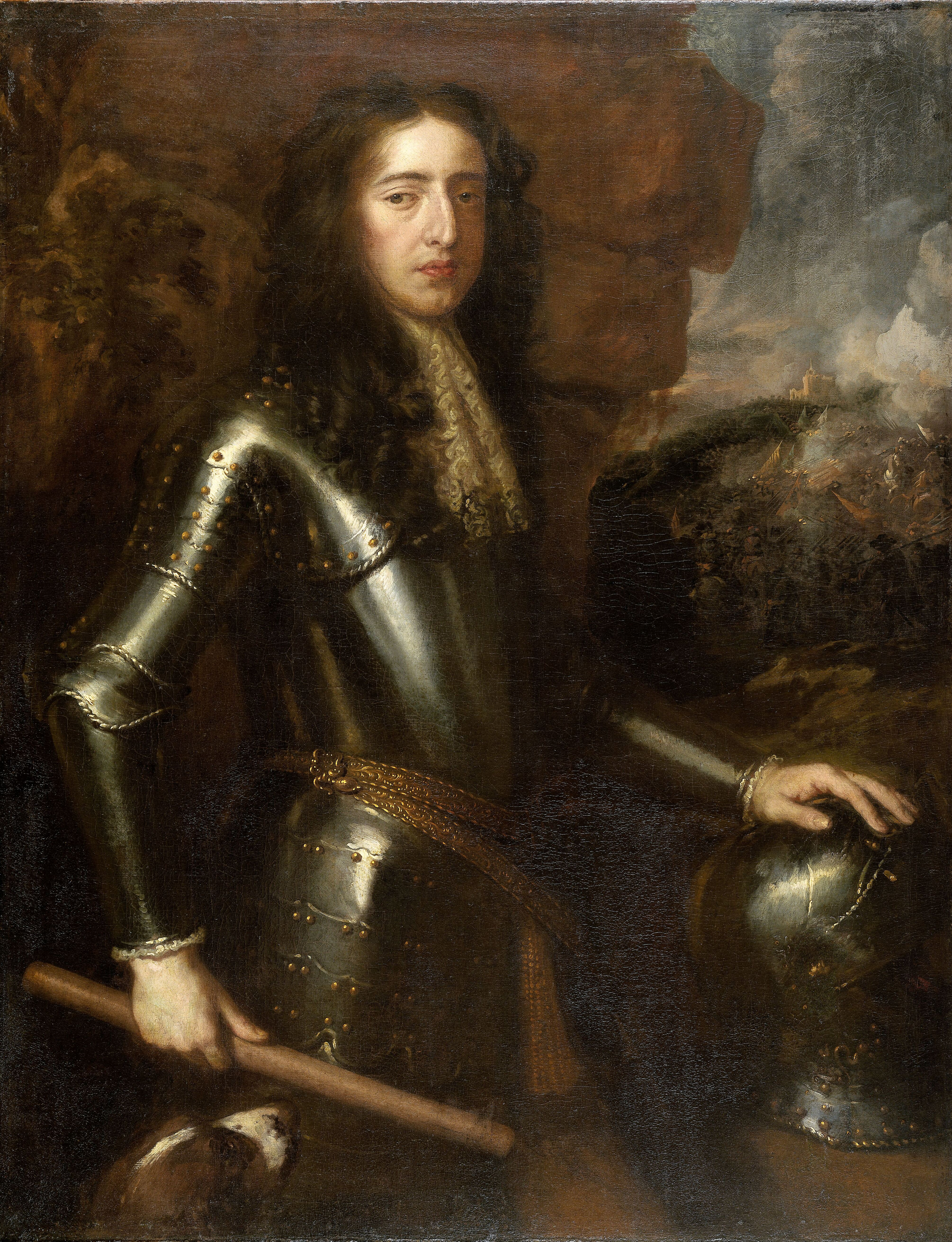
Guglielmo d'Orange, nipote e genero di Giacomo II in un ritratto di Peter Lely

Tutto era pronto per l'invasione: Guglielmo aveva a disposizione ventimila soldati, cinquemila cavalli e altrettanti pezzi di artiglieria. Giacomo qualche mese prima aveva declinato l'invito di suo cugino Luigi XIV di schierare la flotta francese nei mari inglesi in modo da difenderli dalle navi olandesi e ora poteva contare solo sulla flotta inglese, comandata dall'ammiraglio Dartmouth. Le cattive condizioni del mare fecero pensare all'ammiraglio che era inutile far uscire le navi dai porti, vista l'impossibilità di uno sbarco olandese sulle coste inglesi. La flotta olandese, che non aveva scelto un punto preciso dove sbarcare l'esercito, arrivò così indisturbata presso Torbay, nel Devon, il 5 novembre 1688.
Giacomo cominciò a far muovere il suo esercito, che contava oltre venticinquemila regolari e altrettanti miliziani. L'accampamento olandese era presso la città di Exeter, quello inglese nella vicina Salisbury; una battaglia campale sembrava ormai certa. All'ultimo momento però il generale dell'esercito di Giacomo, John Churchill, passò dalla parte del nemico e, quando raggiunse l'accampamento contro il consiglio della corte, il re si mostrò indeciso e, scosso da violente epistassi e dall'insonnia, diede ordine di ritirare l'esercito, che non riteneva in grado di affrontare le truppe avversarie. Tornato a Londra, Giacomo apprese che la figlia Anna lo aveva tradito e si era messa a capo dei gruppi di rivoltosi che avevano acquistato il controllo di tutte le maggiori città delle Midlands. Sconfitto e tradito dai suoi stessi figli, inviò ambasciatori presso Guglielmo per trattare la pace.
Poco tempo dopo l'arrivo degli ambasciatori reali presso il campo di Guglielmo giunse anche la notizia che Giacomo II aveva lasciato Londra. Dopo essersi assicurato della partenza della regina e del principe di Galles, grazie all'intervento del diplomatico italiano Francesco Terriesi, cui il re affidò anche le sue memorie manoscritte, l'11 dicembre gettò il sigillo reale nel Tamigi e fuggì verso il Kent. Poco dopo venne catturato da un gruppo di pescatori e, riconosciuto, venne riportato a Londra, accolto festosamente dalla città. Guglielmo, conscio ormai del suo potere, inviò delle truppe fidate affinché arrestassero Giacomo e lo portassero fuori Londra; il piano fallì, perché il re riuscì per una seconda volta a fuggire e a raggiungere la nave francese che lo attendeva per portarlo in salvo a Parigi.
Guglielmo convocò una Convenzione parlamentare ("Convention Parliament") per decidere come considerare la fuga del re, che si riunì il 22 gennaio 1689. Mentre il parlamento si rifiutava di deporlo, i membri della Convenzione dichiararono che, essendo Giacomo fuggito in Francia, aveva a tutti gli effetti abdicato, e dunque il trono era rimasto vacante. Secondo lo storico inglese Paul Langford, in questo modo la Convenzione manifestò il palese desiderio di "legittimare ciò che era manifestamente illegittimo". I tory avrebbero preferito che Maria sedesse da sola sul trono o che un reggente esercitasse l'effettivo potere in nome del re deposto. Ma il "salvatore protestante" era disposto ad accettare il potere solo come re di pieno diritto, come in effetti avvenne. Maria, la figlia di Giacomo, fu dichiarata regina; ella avrebbe regnato assieme al marito Guglielmo, anche lui proclamato re e sovrano, non semplice principe consorte. L'11 aprile 1689 anche il parlamento scozzese dichiarò che Giacomo aveva rinunciato al trono. La Convenzione parlamentare promulgò la Declaration of Right (Dichiarazione dei diritti) il 12 febbraio 1689, la quale accusava Giacomo di abuso di potere e introdusse molte limitazioni all'autorità reale. La Dichiarazione costituì la base per il Bill of Rights, entrato in vigore qualche mese dopo. Quest'ultimo dichiarava anche che, da quel momento in poi, nessun cattolico avrebbe potuto salire sul trono inglese e neppure sposare un monarca inglese.

## Gli ultimi anni

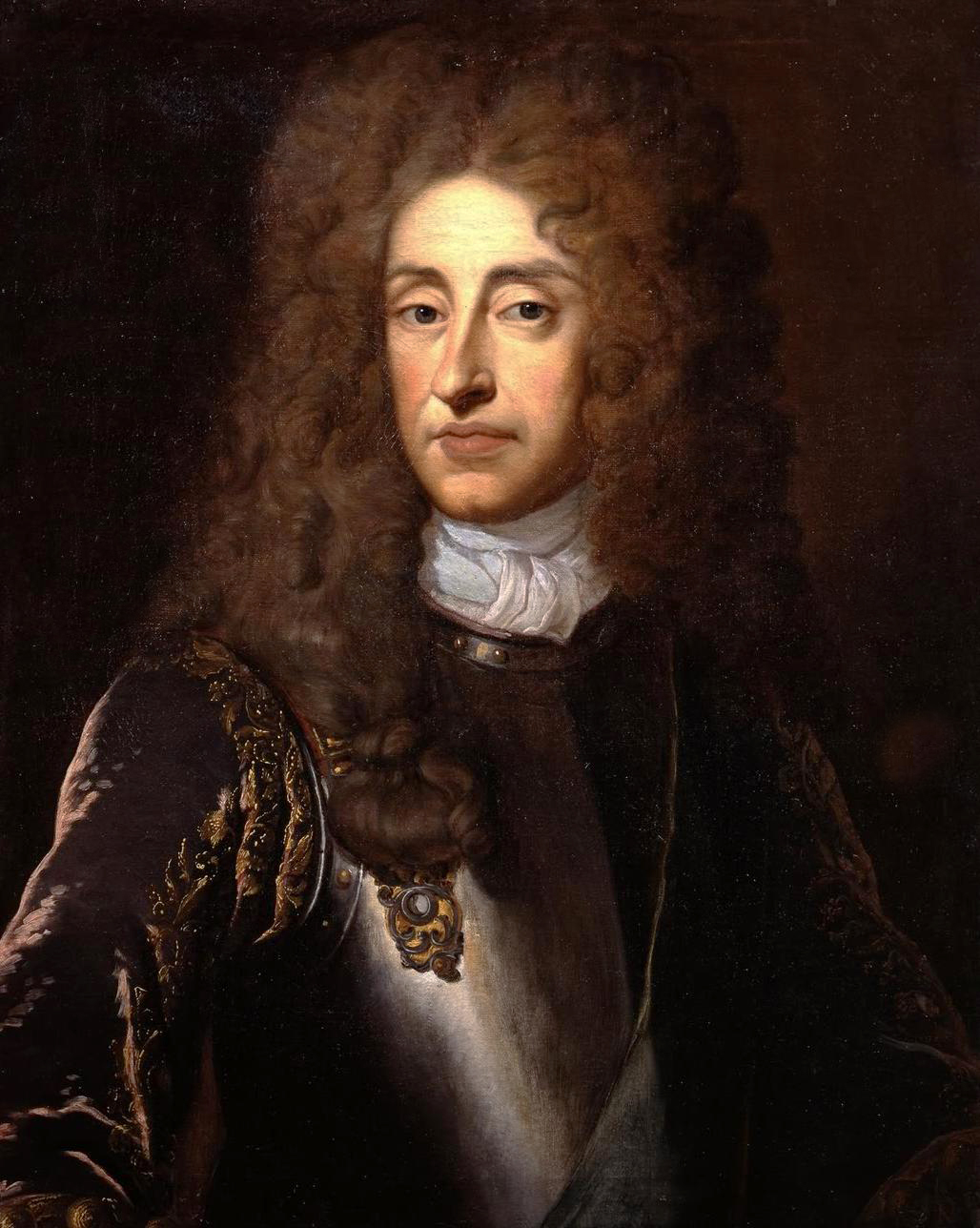
Ritratto di Giacomo II; opera di Godfrey Kneller

### La guerra in Irlanda
Giacomo venne accolto a Parigi da Luigi XIV, che gli destinò come residenza il palazzo di Saint-Germain-en-Laye. Allo stesso tempo rifiutò di riconoscere Guglielmo III come re d'Inghilterra e radunò un esercito per restituire al cugino il regno inglese. Nel marzo 1689 Giacomo II sbarcò in Irlanda, che non aveva mai smesso di considerarlo il legittimo sovrano, alla testa di un esercito francese, e poco dopo il suo insediamento a Dublino arrivò a controllare quasi interamente l'isola. La prima controffensiva inglese si risolse in un disastro: le ultime roccaforti inglesi vennero catturate e i tentativi di sbarco dell'esercito vennero impediti. Tuttavia, nel giugno 1690 Guglielmo riuscì a sbarcare con un esercito di quindicimila uomini presso Belfast. Subito si diresse verso l'esercito di Giacomo, stanziato sul fiume Boyne. Il 1º luglio ebbe luogo la battaglia del Boyne, che si risolse in una vittoria per gli inglesi. Giacomo e lo stato maggiore francese fuggirono a Dublino per imbarcarsi poco dopo verso la Francia. Questo fu l'ultimo tentativo di Giacomo di riappropriarsi del trono.

### Il ritorno in esilio

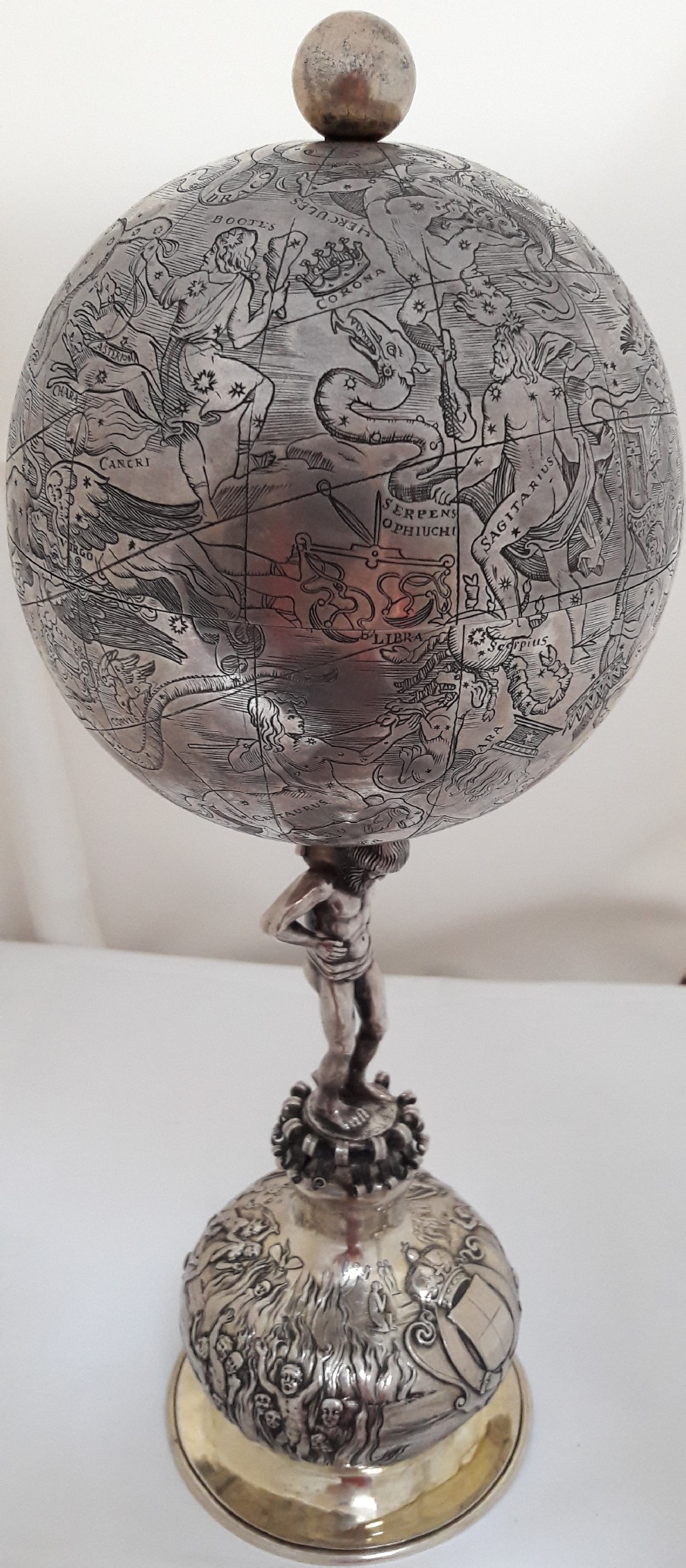
Il ciborio personale del re Giacomo II, risalente al 1695 circa, con una mappa celeste. © Stefaan Missinne 2012

Stabilitosi definitivamente a Saint-Germain, Giacomo si comportò come un signore aristocratico, mantenendo una corte e ricevendo un vitalizio annuale di 50 000 lire da parte di Luigi XIV. L'ultima gioia del re fu la nascita di un'altra figlia, Luisa Maria Teresa, nel 1692. Il re francese organizzò un tentativo di riportarlo sul trono, che contemplava l'assassinio di Guglielmo III, nel 1696, ma il complotto fallì. Nello stesso anno, l'offerta di Luigi di fare eleggere Giacomo come re di Polonia venne respinta, poiché Giacomo temeva che l'accettazione della corona polacca potesse precludergli ogni possibilità di ritorno sul trono d'Inghilterra. In seguito Luigi cessò di offrire assistenza a Giacomo; la sua decisione venne formalizzata dal Trattato di Ryswick nel 1697.
Durante i suoi ultimi anni, Giacomo visse come un austero penitente; l'amicizia dell'abate di Rancé lo condusse sui sentieri della virtù, producendo in lui un cambiamento profondo: l'orrore delle colpe passate lo spinse ad atti di estremo rigore verso sé stesso, quali l'imporsi continui digiuni. Nel 2012 venne scoperto il ciborio personale del re Giacomo II, risalente al 1695 circa, con una mappa celeste ricavata dalla Uranografia (Prodromus Astronomiae) del polacco Johannes Hevelius, pubblicata nel 1690. Il globo, in oro e argento, raffigura Pegaso con uno speciale messaggio facente riferimento ad Acrisius e un leone sedente-rampante quale polena della costellazione dell’Arca di Noè, in luogo dell’orso.
Giacomo II si spense per un'emorragia cerebrale nel 1701 a Saint-Germain-en-Laye, dove venne sepolto.

## Successione
La figlia minore di Giacomo, Anna, succedette al trono quando Guglielmo III morì nel 1702. Infatti Maria II era morta nel 1694. Un atto del Parlamento del 1701 stabilì che, qualora la linea di successione definita nella Dichiarazione dei Diritti si fosse esaurita, la corona sarebbe andata a una cugina tedesca, Sofia, elettrice di Hannover, e ai suoi eredi protestanti. Così, quando Anna morì nel 1714, meno di due mesi dopo la morte di Sofia, la corona passò a Giorgio I, figlio di Sofia, nuovo elettore di Hannover e secondo cugino di Anna.
Il figlio di Giacomo II, Giacomo Francesco Edoardo Stuart, noto ai suoi partigiani come "Giacomo III e VIII" e ai suoi avversari come "il Vecchio Pretendente", sostenne a sua volta la causa giacobita. Si pose a capo di un'insurrezione in Scozia nel 1715, poco dopo l'ascesa al trono di Giorgio I, ma venne sconfitto. Successivi tentativi d'insurrezione vennero repressi allo stesso modo; la rivolta del 1745 capeggiata da Carlo Edoardo Stuart fu l'ultimo serio tentativo di riportare gli Stuart sul trono.
A Giacomo Francesco Edoardo, morto nel 1766, successe il figlio maggiore Carlo Edoardo Stuart, chiamato dai suoi partigiani "Carlo III" o "Bonnie Prince Charlie" e dagli avversari "il Giovane Pretendente". A Carlo successe poi il fratello minore Enrico Benedetto Stuart, cardinale della Chiesa cattolica.

## Ascendenza
|                             |                    |                              | Genitori                             |  |  | Nonni |  |  | Bisnonni                    |  |  | Trisnonni                       |  |
|                             |                    |                              |                                      |  |  |       |  |  | Enrico Stuart, Lord Darnley |  |  | Matthew Stuart, conte di Lennox |  |
|                             |                    |                              |                                      |  |  |       |  |  | Enrico Stuart, Lord Darnley |  |  | Matthew Stuart, conte di Lennox |  |
|                             |                    | Margaret Douglas             |                                      |  |  |       |  |  | Enrico Stuart, Lord Darnley |  |  |                                 |  |
| Giacomo I d'Inghilterra     |                    |                              |                                      |  |  |       |  |  | Enrico Stuart, Lord Darnley |  |  |                                 |  |
|                             |                    | Maria I di Scozia            | Giacomo V di Scozia                  |  |  |       |  |  |                             |  |  |                                 |  |
|                             |                    | Maria I di Scozia            | Giacomo V di Scozia                  |  |  |       |  |  |                             |  |  |                                 |  |
|                             |                    | Maria I di Scozia            | Maria di Guisa                       |  |  |       |  |  |                             |  |  |                                 |  |
| Carlo I d'Inghilterra       |                    | Maria I di Scozia            |                                      |  |  |       |  |  |                             |  |  |                                 |  |
|                             |                    | Federico II di Danimarca     | Cristiano III di Danimarca           |  |  |       |  |  |                             |  |  |                                 |  |
|                             |                    | Federico II di Danimarca     | Cristiano III di Danimarca           |  |  |       |  |  |                             |  |  |                                 |  |
|                             |                    | Federico II di Danimarca     | Dorotea di Sassonia-Lauenburg        |  |  |       |  |  |                             |  |  |                                 |  |
| Anna di Danimarca           |                    | Federico II di Danimarca     |                                      |  |  |       |  |  |                             |  |  |                                 |  |
|                             |                    | Sofia di Meclemburgo-Güstrow | Ulrico III di Meclemburgo-Güstrow    |  |  |       |  |  |                             |  |  |                                 |  |
|                             |                    | Sofia di Meclemburgo-Güstrow | Ulrico III di Meclemburgo-Güstrow    |  |  |       |  |  |                             |  |  |                                 |  |
|                             |                    | Sofia di Meclemburgo-Güstrow | Elisabetta di Danimarca              |  |  |       |  |  |                             |  |  |                                 |  |
| Giacomo II d'Inghilterra    |                    | Sofia di Meclemburgo-Güstrow |                                      |  |  |       |  |  |                             |  |  |                                 |  |
|                             | Antonio di Borbone | Carlo IV di Borbone-Vendôme  |                                      |  |  |       |  |  |                             |  |  |                                 |  |
|                             | Antonio di Borbone | Carlo IV di Borbone-Vendôme  |                                      |  |  |       |  |  |                             |  |  |                                 |  |
|                             | Antonio di Borbone | Francesca d'Alençon          |                                      |  |  |       |  |  |                             |  |  |                                 |  |
| Enrico IV di Francia        | Antonio di Borbone |                              |                                      |  |  |       |  |  |                             |  |  |                                 |  |
|                             |                    | Giovanna III di Navarra      | Enrico II di Navarra                 |  |  |       |  |  |                             |  |  |                                 |  |
|                             |                    | Giovanna III di Navarra      | Enrico II di Navarra                 |  |  |       |  |  |                             |  |  |                                 |  |
|                             |                    | Giovanna III di Navarra      | Margherita d'Angoulême               |  |  |       |  |  |                             |  |  |                                 |  |
| Enrichetta Maria di Francia |                    | Giovanna III di Navarra      |                                      |  |  |       |  |  |                             |  |  |                                 |  |
|                             |                    | Francesco I de' Medici       | Cosimo I de' Medici                  |  |  |       |  |  |                             |  |  |                                 |  |
|                             |                    | Francesco I de' Medici       | Cosimo I de' Medici                  |  |  |       |  |  |                             |  |  |                                 |  |
|                             |                    | Francesco I de' Medici       | Eleonora di Toledo                   |  |  |       |  |  |                             |  |  |                                 |  |
| Maria de' Medici            |                    | Francesco I de' Medici       |                                      |  |  |       |  |  |                             |  |  |                                 |  |
|                             |                    | Giovanna d'Austria           | Ferdinando I del Sacro Romano Impero |  |  |       |  |  |                             |  |  |                                 |  |
|                             |                    | Giovanna d'Austria           | Ferdinando I del Sacro Romano Impero |  |  |       |  |  |                             |  |  |                                 |  |
|                             |                    | Giovanna d'Austria           | Anna Jagellone                       |  |  |       |  |  |                             |  |  |                                 |  |
|                             |                    | Giovanna d'Austria           |                                      |  |  |       |  |  |                             |  |  |                                 |  |

## Discendenza legittima e illegittima

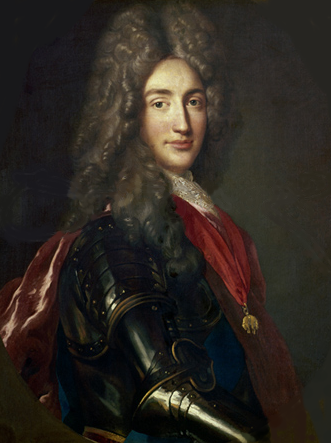
Ritratto di James FitzJames, I duca di Berwick, il più noto tra i figli illegittimi di Giacomo

Nel 1660 Giacomo, duca di York, sposò la figlia del conte di Clarendon, Anna Hyde, dalla quale ebbe otto figli, di cui due sopravvissute:
- Carlo, duca di Cambridge (22 ottobre 1660 - 5 maggio 1661);
- Maria II (30 aprile 1662 - 28 dicembre 1694), fu regina d'Inghilterra, d'Irlanda e Scozia. Sposò il cugino Guglielmo Enrico d'Orange-Nassau, unicogenito dello statolder Guglielmo II d'Orange e della principessa Maria Enrichetta d'Inghilterra.
- Giacomo, duca di Cambridge (12 luglio 1663 - 20 giugno 1667);
- Anna (6 febbraio 1665 - 1º agosto 1714), fu regina di Gran Bretagna. Sposò il principe Giorgio di Danimarca, figlio del re di Danimarca Federico III.
- Carlo, duca di Kendal (4 luglio 1666 - 22 maggio 1667);
- Edgardo, duca di Cambridge (14 settembre 1667 - 15 novembre 1669);
- Enrichetta (13 gennaio 1669 - 15 novembre 1669);
- Caterina (9 febbraio 1671 - 5 dicembre 1671).

Alla morte di Anna Hyde, Giacomo prese in moglie Maria Beatrice d'Este, principessa italiana cattolica, dalla quale ebbe dodici figli, di cui sette nati vivi e due sopravvissuti:
- Nato morto (marzo 1674);
- Caterina Laura (10 gennaio 1675 - 3 ottobre 1675), morta di convulsioni;
- Nato morto (ottobre 1675);
- Isabella (28 agosto 1676 - 2 marzo 1681, sepolta il 4 marzo nell'Abbazia di Westminster);
- Carlo, duca di Cambridge (7 novembre 1677 - 12 dicembre 1677), morto di vaiolo;
- Elisabetta (1678);
- Nato morto (febbraio 1681);
- Carlotta Maria (16 agosto 1682 - 16 ottobre 1682, sepolta il 18 ottobre); morta di convulsioni;
- Nato morto (ottobre 1683);
- Nato morto (maggio 1684);
- Giacomo Francesco Edoardo (10 giugno 1688 - 1º gennaio 1766), fu principe di Galles. Sposò la principessa polacca Maria Clementina Sobieska, terzogenita del principe Giacomo Luigi Sobieski (quindi nipote del re Giovanni III Sobieski), con discendenza;
- Luisa Maria Teresa (28 giugno 1692 - 18 aprile 1712), nubile e senza discendenza.

Oltre alle unioni matrimoniali, Giacomo ebbe numerose amanti. Da Arabella Churchill, sorella del duca di Marlborough, ebbe i seguenti figli illegittimi:

Il monogramma personale del re Giacomo II

- Henrietta FitzJames (1667 - 3 aprile, 1730), divenne baronessa e viscontessa;
- James FitzJames, I duca di Berwick (21 agosto 1670 - 12 giugno 1734);
- Henry FitzJames, I duca di Albemarle (agosto 1673 - dicembre 1702);
- Arabella FitzJames (1674 - 7 novembre 1704).

Altra amante di Giacomo fu Catherine Sedley, dalla quale ebbe tre figli:
- Catherine Darnley (c. 1681 - 13 marzo 1743), divenne contessa e duchessa;
- James Darnley (1684 - 1685).
- Charles Darnley, morì infante.